# 納什冰川
納什冰川是南極洲的冰川，位於維多利亞地的彭內爾海岸，全長32公里，流經阿德默勒爾蒂山脈的達尼丁山脈北坡，美國地質調查局根據測量和該國海軍的空中照片繪入地圖，現時由南極條約體系管理。
71°15′S 168°10′E / 71.250°S 168.167°E